# Pleuraphodius mwingi
Pleuraphodius mwingi är en skalbaggsart som beskrevs av Bordat 2005. Pleuraphodius mwingi ingår i släktet Pleuraphodius och familjen Aphodiidae. Inga underarter finns listade i Catalogue of Life.